# Crésuz
Crésuz (frp. Kreju, hist. Kürjü) – gmina (fr. commune; niem. Gemeinde) w Szwajcarii, w kantonie Fryburg, w okręgu Gruyère. Leży nad jeziorem Lac de Montsalvens.

## Demografia
W Crésuz mieszka 415 osób. W 2020 roku 19,3% populacji gminy stanowiły osoby urodzone poza Szwajcarią.

## Transport
Przez teren gminy przebiega droga główna nr 189. 